# 가와시마 에고
가와시마 에이고(일본어: 河島 英五, かわしま えいご 1952년 4월 23일 ~ 2001년 4월 16일)는 일본의 싱어송 라이터 겸 배우이다. 장녀 가와시마 아미루, 차녀 가와시마 아나무, 장남 가와시마 쇼마도 가수로 활동하고 있다.

## 약력
오사카부 히가시오사카시 출신으로 오사카 부립 하나조노 고등학교를 졸업하고, 교토부 교토시를 중심으로 활동했으며, 만년에는 오사카 부 시조나와테시에서 살았다.
1970년대 가와시마 에이고와 호모사피엔스를 결성해 데뷔했으며, 곡은 교토 레코드에서 발매했다. 그 후 그룹 해산후, 솔로로 활동한다.
대표곡으로는 《술과 눈물과 남자와 여자(酒と泪と男と女)》가 있다. 이 곡은 교토의 청주메이커 기자쿠라의 CM송으로 사용되면서, 전국적으로 흥행했으며, 인지도를 갖게 된다. 이 곡은 후에 하기와라 겐이치가 커버했다. 그 밖에 대표곡으로《야풍증(野風増)》,《시대에 뒤처진(時代おくれ)》,《살아있으면 됐어(生きてりゃいいさ)》 등이 있다. 특히〈시대에 뒤처진〉이란 곡은 동세대의 애창곡으로 마쓰모토 히토시, 야마모토 고지 등이 즐겨부르며, 동세대는 아니지만, 아사쇼류, 구보 다쓰히코의 애창곡이기도 하다. 《술과 눈물과 남자와 여자(酒と泪と男と女)》는 조용필 일본앨범에도 수록된 곡이다.
콘서트에 있어서는 대도시뿐만 아니라, 산간, 벽지에서도 열어 낙후된 지역의 팬들과도 교류하였다.
1980년대 케냐의 수도 나이로비에 있던 주점〈그린 바〉의 쥬크박스에는〈술과 눈물과 남자와 여자〉의 레코드판이 있었고, 일본인 손님이 오면 현지의 매춘부 등이 말을 걸곤 했다. 당시 여행객들 사이에는 가와시마 에이고가 그린 바에 왔을 때, 자신을 일본의 가수로 소개했고, 이를 믿는 이가 없자, 자신의 음반을 두고 갔다는 일화가 있다.
한신 아와지 대지진의 이재민을 격려하기 위해 친구 가쓰라 난코와 매년 고베에서 첼린지 콘서트〈부흥의 시(復興の詩)〉를 열었다. 사거한 해의 콘서트에는 가와시마의 3자녀와 가쓰라 난코가 그의 유작 《구우재회(旧友再会)》를 관객들과 함께 부르기도 했다.
장녀 가와시마 아미루의 결혼식에 참관한 후 2001년 4월 16일 간질환으로 숨을 거두었다. 죽기 2일 전에 라이브 무대에 오른 것이 그의 마지막 활동이었다. 죽기 전날 몸상태가 심각해져, 병원으로 옮겨졌지만, 이미 때를 놓친 뒤였고, 가족들이 보는 앞에서 숨을 거둔다.
고별식 후, 그의 관위에 그의 영정을 두자 추도객들이 에이고란 이름을 연호했다. 그의 히트 곡〈야풍증(野風増)〉의 가사에는 아들이 20세가 되면 둘이서 술잔을 기울인다는 내용이 있지만, 얄궂게도 그 자신을 뜻을 이루지 못했다.